# Rerum novarum

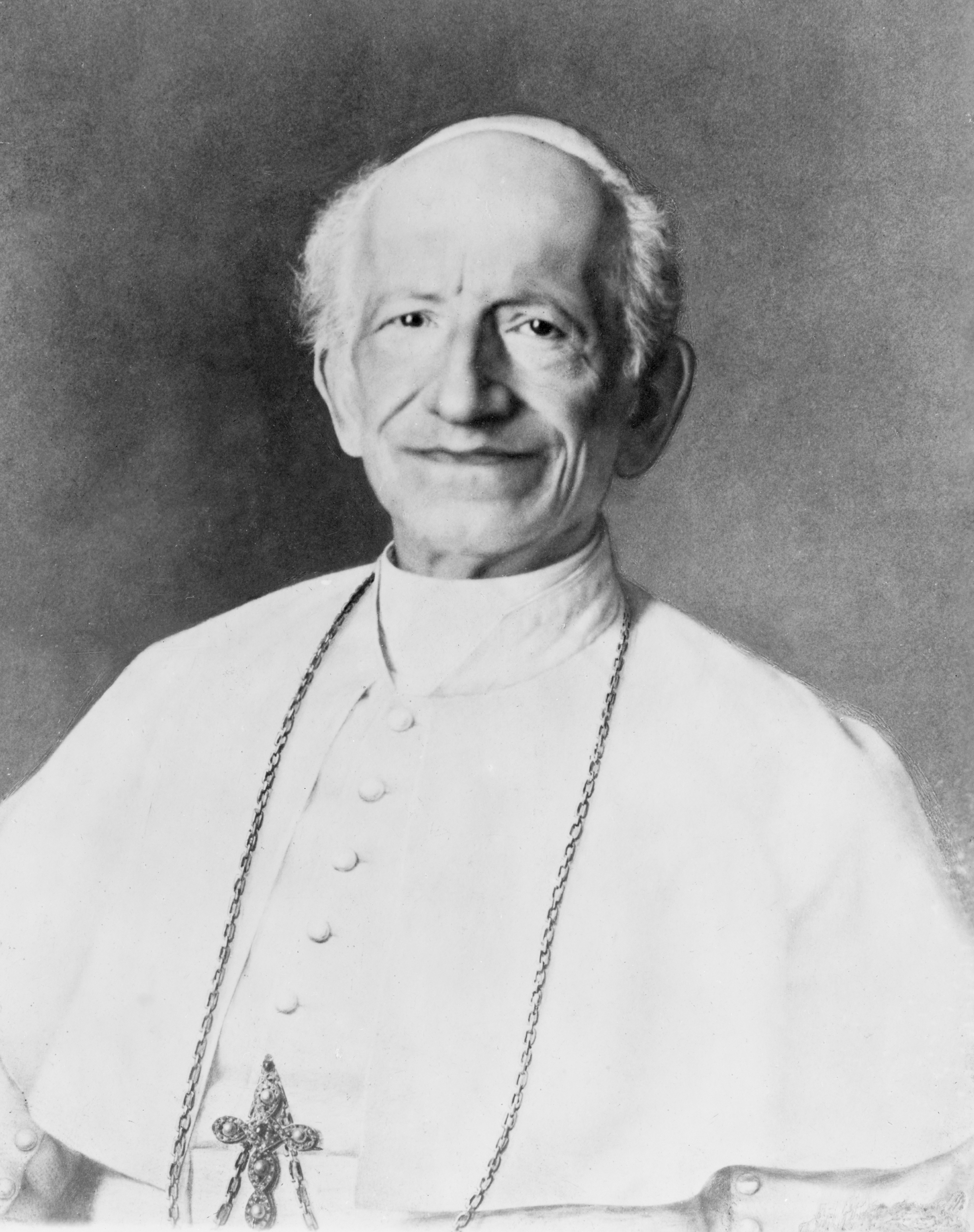
XIII. Leó pápa (1878–1903)

A Rerum novarum (magyarul: „Az új dolgok/Új ügyeink”) XIII. Leó pápa egyik enciklikájának latin címe, amelyet 1891. május 15-én adott ki. Ez az első szociális pápai körlevél, fő témája a munkáskérdés.

## Az enciklika előzményei
Az első és a második ipari forradalom következtében kialakult modern nagyüzemi gyáripar egy új társadalmi osztályt alakított ki: az ipari proletariátust, azaz a munkásosztályt. Mivel a munkások számbeli növekedését nem kísérte az anyagi és szellemi színvonaluk emelkedése, sőt kizsákmányolásuk és a vele járó társadalmi igazságtalanságok fokozódtak, egyre mélyebb szakadék alakult ki köztük és a tőkés munkaadók között. A szociális kérdés a kor legégetőbb kérdésévé vált.
A társadalmi igazságosság biztosításáért küzdő keresztényszocialista mozgalom a 19. század második felében bontakozott ki. A mozgalom – Karl Marx, valamint olyan katolikus gondolkodók, mint pl. Hughes Felicité Robert de Lamennais ideáival szemben, akik a társadalmi szerkezetet akarták megváltoztatni – a kapitalizmus talaján maradva kereste a munkáskérdésnek a megoldását. A mozgalom elindításában jelentős szerepet játszó Wilhelm Emmanuel von Ketteler mainzi püspök az újkori gazdasági helyzetet részben karitatív tevékenységgel, részben szociális törvényhozás segítségével akarta megoldani. Eszménye egy olyan ideális társadalom volt, amelyben az erkölcs talaján álló keresztény szervezetek együttműködései által a gazdasági életben nem engedik érvényesülni a profitéhség és a haszonhajhászás törvényeit.
Ketteler munkássága és más kezdeményezések következtében Európa legtöbb iparilag fejlett országában kísérletek történtek a szociális kérdés keresztény elképzelés szerinti megoldására. Ausztriában Karl Vogelsgang báró vezetésével foglalkoztak a katolikus társadalomtudósok a munkáskérdéssel. Javaslatuk többek között a nagyipari üzemek szövetkezetekké való alakítása, ahol munkaadók és munkavállalók együttesen irányítják a gazdasági tevékenységet. 
Franciaországban René de la Tour du Pin és Albert de Mun tett nagyon sokat a munkásság érdekében. De Mun 1873-ban létrehozta az „Œuvre des Cercles catholiques d'ouvriers” (A munkások katolikus körének műve) nevezetű szervezetet, és kiépítette Franciaországban a katolikus munkáskörök hálózatát, amelynek 1884-ben már 50 ezer tagja volt. De Mun alapgondolata az volt, hogy a szakmák szerinti szervezkedés (szakszervezetek), az igazságos bér biztosítása (minimálbér), valamint a munkásság érdekét védő szociális törvényhozás és a betartásáról gondoskodó állami beavatkozás a kulcsa a szociális állapotok megoldásának. Elérte, hogy a francia törvényhozás engedélyezze a szakszervezetek létesítését, és ő nyújtotta be elsőként a munkásság életbiztosításáról szóló törvényjavaslatot. 
Németországban Löwenstein herceg foglalkozott a munkáskérdés katolikus megoldásával, Rómában pedig külön társadalomtudományi kör alakult.
A francia, német és olasz katolikus tudósok és politikusok nézeteik összehangolása, és a közös problémamegoldás kidolgozása végett 1884-ben a svájci Fribourg városában megalakították a „Fribourgi Uniót”, vagy más néven a Nemzetközi Katolikus Egyesületet, amelynek élére a város püspöke, Gaspard Mermillod állt. Az Unió 1888-ban egy emlékiratot terjesztett XIII. Leó elé, amelyben kérték a pápa útmutatását, mert véleményük szerint a társadalmi problémákat csak katolikus szellemben lehet kielégítően megoldani. XIII. Leó ígéretet tett nekik, hogy a következő enciklikájának befejezése után megkezdi a szociális kérdéssel foglalkozó dokumentum kidolgozását. Az enciklika elkészítéséhez a pápa igénybe vette a kor több kiváló társadalomtudósának közreműködését is, legfőképpen a La Civiltà Cattolica jezsuita szerkesztője, Matteo Liberatore és Tommaso Zigliara dominikánus bíboros járult hozzá a körlevél megírásához.

## Az enciklika tanítása
A bevezetőben megállapítja a szociális kérdés okait: a gépi gazdálkodás átalakította a munkaadó és a munkás viszonyát (nincs, ami pótolja a megszűnt céheket), a gazdagság, a termelés és kereskedelem kevés ember kezébe került, a munkásosztály csaknem rabszolgaságba jutott. A tömegek elszegényedését fokozza a kapzsi nyerészkedés; a közintézmények és törvények egyre jobban levetkezik a vallásos jelleget, hanyatlanak a közerkölcsök; az öntudatra ébredt munkások viszont szervezkednek ugyan, de könnyen lázítók kezébe esnek. A szocializmus a bajok orvoslását a javak közösségétől várja, pedig a tulajdonjog eltörlése elsősorban a munkást sújtaná, mert lehetetlenné tenné munkabérének befektetését s ezzel együtt a munkásnak polgári sorba való emelkedését. A természet törvénye, hogy a családfő gondoskodjék gyermekei fenntartásáról, ami sok esetben csak úgy lehet, ha gyümölcsöző magántulajdont, földet stb. hagyhat reájuk. Ez a feladat nem illetheti elsősorban az államot, mert hiszen család előbb volt, mint állam s a családi életbe az államnak csak végszükség esetében szabad belenyúlnia. Minthogy a szociális kérdés megoldása az evangélium szellemének érvényesítése nélkül lehetetlen, az Egyháznak is közbe kell lépnie s hirdetnie, hogy nem az osztályharc és gyűlölet, hanem a különböző társadalmi rendek együttműködése hozhat orvoslást. A munkásoknak és a munkaadóknak egyaránt súlyos kötelességeik vannak. Utóbbiak becsüljék meg a munkásban az emberi méltóságot, ne támasszanak velük szemben erejükkel, korukkal és nemükkel meg nem egyező követeléseket, méltányos munkabért állapítsanak meg. Az állam hivatása, hogy a közjó érdekében megakadályozza, hogy egyik társadalmi rend visszaéljen a másiknak helyzetével. Védenie kell a magántulajdont, de gondoskodnia is, hogy a munkásokat ne nyomják el, hogy ezek munkájuk gyümölcséből megfelelően lakhassanak, ruházkodhassanak, táplálkozhassanak s hogy életük ne legyen „aggodalmaktól terhes". Meg kell akadályozni a munkások kizsákmányolását, gondoskodni pihenő időről, őrködni a vasárnapi munkaszünet megtartásán. Ügyelni kell, hogy a nők erkölcsiségét a munkahelyeken ne veszélyeztessék, hogy ezek ne vonassanak el családanyai kötelességük teljesítésétől; fejletlen gyermekeket nem szabad munkára fogni. A munkabér legyen elégséges a tisztességes élethez, családfenntartáshoz s ahhoz is, hogy a munkás valamit megtakaríthasson s idővel némi vagyonhoz jusson. Ez csökkentené igazában az osztályok ellentétét. Az igazságosság tiltja, hogy a munkaadó kedvezőtlen munkafeltételeket kényszerítsen rá munkájára. Szükség van a munkások biztosítására baleset, betegség és halál esetére. A munkások önsegélyezése terén fontosak a munkásegyesületek és szervezetek; a keresztény munkásoknak csak olyan egyesületekhez szabad csatlakozniuk, amelyek nem veszélyeztetik hitüket; vagy külön szakszervezetekbe kell tömörülniük, s ez a kívánatosabb. A munkások és munkaadók jogainak és kötelességeinek megszabására alkalmasak a közös döntőbíróságok. A társadalmi kérdést csak a keresztény erkölcs uralmának helyreállításával oldhatjuk meg.

### Szerkezete
A körlevél egy bevezetésből és két főrészből áll, amit a magyar fordítás 46 paragrafusra oszt.
I. Bevezetés
- A munkásság tarthatatlan helyzete (1–2)

II. A szocialisták megoldási javaslata
- 1. A MAGÁNTULAJDON MEGSZÜNTETÉSE (3)
- 2. A SZOCIALISTA JAVASLAT ELVETÉSE (4)
  - Ellenkezik a magántulajdon természetadta jogával (5–11)
  - Szétzilálja a társadalmat (12)

III. A keresztény megoldás
- 1. AZ EGYHÁZ TANÍTÓ ÉS CSELEKVŐ RÉSZVÉTELE (13)
  - Az ember álljon a középpontban (14)
  - Az osztályharc nem szükségszerű (15)
  - Az osztályharc megszüntetésének módja (16–21)
  - Az Egyház tevékeny közreműködése (22–24)
- 2. AZ ÁLLAMRA HÁRULÓ FELADATOK
  - A közjó szolgálata (25–26)
  - A munkáskérdés kiemelt kezelése (27)
  - Az állam kiegyenlítő szerepe (28–29)
  - A társadalom alapértékeinek védelme (30–35)
- 3. A MUNKAADÓK ÉS MUNKAVÁLLALÓK FELADATAI (36)
  - A szerveződés természetjogi gyökerei (37–38)
  - Vallásos egyesületek, keresztény munkásszervezetek (39–40)
  - A munkásszervezetek haszna és szerepe a hit megőrzésében (41–42)
  - A közösen megvalósítandó társadalmi feladatok (43)
  - A katolikus munkásegyesületek társadalmi haszna (44)

IV. Befejezés (45–46)

### Tartalma
A Rerum novarum óvatosan megfogalmazott megnyilatkozás. A pápa nem fejti ki benne részletesen a társadalomelméletet, sok kérdést nyitva hagy, viszont néhány fontos esetben egyértelmű iránymutatást ad. A körlevélben újskolasztikus érvelési stílust használ; „a dolgok immár adott, megváltoztathatatlan rendjéből” kiindulva kívánja megítélni „az új dolgokat”.

A bevezetés az aktuális szociális kérdés lényegét tisztázza, ami a kizsákmányolás megszüntetése és a munkásság jogainak biztosítása.

Ezután az első részben a magántulajdon jogosságát megvédve elutasítja a szocializmus javaslatát, amely szerint „az államnak köztulajdonba kellene vennie és a közjó szolgálatába kellene állítania a magánvagyont” (12). Klasszikus-természetjogi gondolatmenettel a magánvagyont az emberi lét természetében alapozza meg, és itt hangsúlyozza a család önállóságát az állammal szemben. „A család” – írja – „vagyis a házközösség, amely, bármilyen kicsi is, mégis valódi közösség, korábbi minden polgári társadalomnál, amelynek tehát szükségképpen vannak bizonyos, az államtól teljesen független jogai és kötelezettségei”. Elveti az osztályharcot is, és az osztályok kiengesztelődésére szólít fel:

„Alapvető hibát követnek el a társadalmi kérdés tárgyalásában azok is, akik a két társadalmi osztályt eleve egymás ellenségének tartják, mintha a természet a gazdagokat és a szegényeket arra teremtette volna, hogy állandó harcban egymást irtsák. Ez annyira ellenkezik a józan ésszel és az igazsággal, hogy pontosan az ellenkezője igaz. Ahogy ugyanis a testben a különféle tagok úgy illeszkednek egymáshoz, hogy ebből az egésznek az az összhangja keletkezik, amit joggal mondunk harmóniának, éppen úgy intézkedett a természet a társadalomról is, hogy a két osztály egyetértő kölcsönviszonyban álljon egymással, s megfelelő egyensúlyt tartva egészítse ki egymást. Hiszen teljes mértékben egymásra vannak utalva: sem a tőke munka nélkül, sem a munka tőke nélkül nem lehet meg.”

– 15.

Ezután a körlevél azokra a dolgokra tér rá, amelyektől a szociális kérdés megoldását várja: az egyházra, az államra és magára a munkásságra. 

Az egyház feladata (16–24) elsősorban a világnézeti-erkölcsi és vallásos érzület megerősítése és terjesztése, amely egy olyan társadalmi légkör létrejöttét segíti elő, ahol a tőke és a munka harmóniában áll egymással. Ezt úgy éri el, hogy az igazságosságot és szeretetet hirdető tanításával fogékonnyá teszi az embereket a társadalmi problémák iránt. A munkások méltósága megtiltja, hogy „rabszolgáknak tekintsék őket” (17). A munkást megillető bér visszafogása pedig „felkiált a Seregek Urának fülébe” (uo.). A körlevél védelmébe veszi a magánvagyont, ami a szabadság elengedhetetlen feltétele, de Aquinói Szent Tamás szellemében hangsúlyozza, hogy ebből társadalmi kötelezettségek is fakadnak, de ezek nem az igazságosság elvéből eredő kötelezettségek – „kivéve a végső szükség esetét” –, hanem karitatív indíttatásúak (19). Csak a kereszténység erkölcsi felfogásával áthatott légkörben engesztelődhet ki szegény és gazdag, mert így „testvéri szeretet fogja összekapcsolni őket” (21). Ezenkívül az egyház azon kötelességének is eleget tesz, amellyel „a szegények jólétéről olyan intézmények felállítása és támogatása révén is gondoskodik, amelyeket alkalmasnak ítél sorsuk enyhítésére” (24). 

Kötelességei az államnak is vannak (25–35). Itt a pápa azokat a liberális elveket ítéli el, amelyek szerint elégségesek a piac öngyógyító erői, és ellenzik az állam szociálpolitikai kérdésekkel való foglalkozását, vagy amelyek elutasítják, hogy az állam beleavatkozzon a társadalmi folyamatokba. Az állam legfontosabb kötelessége, hogy a „közösség és az egyének jólétét szolgálja” (26), amelynek a megvalósításában „a munkások tevékenysége különösen hatékony és szükséges”.

„Sőt ezen a téren a munkásoknak olyan nagy a szerepük és jelentőségük, hogy valójában kizárólag az ő munkájukból származik az állam gazdagsága. A méltányosság tehát a munkások állami védelmét sürgeti, azt, hogy a munka közösségre háramló hasznából úgy részesüljenek, hogy szükségleteiket lakás, ruházat, táplálkozás és egészségügyi ellátás tekintetében fedezni tudják, s helyzetük ne legyen annyira nyomasztó. Ebből az következik, hogy az államnak támogatnia kell mindazt, ami a munkások helyzetén bármiképpen is lendít. Ez a gondoskodás nem csak hogy nem lesz kárára senkinek, hanem ellenkezőleg, mindenkinek előnyére fog válni, mivel a társadalom elemi érdeke, hogy azok, akiktől oly igen szükséges javai erednek, ne nyomorogjanak.”

– 27.

A körlevél végül a munkásságot önsegélyezésre szólítja fel (36–44), amelyet a munkásegyesülések szervezésében lát megvalósíthatónak. A pápa kiemeli, hogy az állammal szembeni munkás önszerveződések joga annak természetjogi státuszában gyökerezik:

„Noha a magántársulások az államon belül élnek, annak mintegy részei valamennyien, az államnak még sincsen természetéből adódó egyetemleges joga arra, hogy társulások létét megakadályozza. A természetjog ugyanis megengedi az embernek magántársulások létesítését, az állam pedig a természetjog védelmére, és nem megsemmisítésére létesült: az állam, ha megtiltja, hogy polgárai egyesületeket alakítsanak, tulajdon létével teljesen ellentétes módon jár el, mert az állam is és a magántársaságok is ugyanabból a jogelvből jönnek létre, abból tudniillik, hogy az emberek természettől fogva társaslények.”

– 38.

Ezzel a körlevél védelmébe veszi az egyesülési szabadságot és társadalompolitikai üggyé emeli. A munkásegyesülések számára két célt jelöl meg: egyrészt „hogy az egyének a szövetkezésből testi, lelki, családi javaik lehető legnagyobb növekedését nyerjék” (42), másrészt pedig „a munkáltatók jogait és kötelességeit megfelelő összhangba kell hozni a munkások jogaival és kötelességeivel” (43).
Az enciklika alapjában véve a szociálrealista reformirányzatot támogatja, amely irányzat a modern gazdasági és politikai rendszer alapján álló társadalmi reform mellett foglalt állást, azaz az államnak a szociálpolitikában való szerepvállalását támogatta. Ugyanis a pápa szerint a kapitalizmust az állami gazdaság- és szociálpolitikának, továbbá a tőke és munka olyan kiegyensúlyozó szerepének kell szabályoznia, amely a munkaadók és a szervezett munkásság között tárgyalásos megegyezések útján jön létre. Ezzel a Rerum novarumban lefektetett szociálkatolicizmus a szociális piacgazdaság létrehozását tűzte ki célul.

Mindazonáltal a körlevél nem ítéli el az akkoriban Karl Friherr von Vogelsang által képviselt ún. szociálromantikus-konzervatív irányzatot sem, amely a kapitalizmus és a szocializmus közötti harmadik utat a hivatásrendi társadalom eszméjében kereste.
Mivel az Egyház szociális tanítása nem zárt tanrendszer (még kevésbé ideológia, mint pl. a liberalizmus és a szocializmus), hanem egy állandóan fejlődő, a korok, a társadalmi-gazdasági-politikai helyzetek változásaival korszerűsített tanítás, az elkövetkező, egymást követő szociális dokumentumok (VI. Pál pápa Octogesima adveniens enciklikája (1971), levele Roy bíboroshoz, II. János Pál pápa Centesimus annus enciklikája (1991), de a többi szociális enciklika is) fokozatosan továbbfejlesztették az egyház tanítását, és az evangéliumok fényében adtak irányelveket a társadalmi igazságosság problémáinak megoldásához.

## Jelentősége
A Rerum novarum hivatkozik ugyan a Bibliára is, de főleg a természetjog és Aquinói Szent Tamás tanítása alapján érvel a magántulajdon joga mellett, az osztályharc ellen, a közjót szolgáló államhatalom szerepét illetően, majd megjelöli a munkaadók és a munkavállalók feladatait, végül a keresztény munkásszervezetek hasznáról és a hit megőrzésében betöltött szerepéről szól. 1971-ben az Octogesima adveniens így összegez: „Ama korszak után, amikor a Rerum novarum kezdetű körlevél szenvedélyesen és kérlelhetetlenül tárta fel a munkások méltatlan társadalmi helyzetének botrányát az akkor születő profitorientált társadalomban, a történelmi fejlődés a társadalmi igazságosság további problémáit és szempontjait is elültette a köztudatban, ahogyan ezt már a Quadragesimo anno és a Mater et Magistra kezdetű körlevelek megállapították.” (5. p.)
Az enciklika a katolikus szociáletikusok közt folyó évtizedes viták betetőzése lett, s egyben a gyakorlati katolikus szociálpolitikának megindítója. Nem tárgyalja részletesen az összes kérdéseket, de mesterien rögzíti meg a társadalmi életben uralkodni hivatott irányelveket. Legnagyobb jelentősége az volt, hogy szükségesnek nyilvánította a maga idejében az állam közbelépését a munkások érdekében és szentesítette a szakszervezeti mozgalmat.

## Az enciklika hatása
A Rerum novarum elveinek nagy hatásuk lett a következő évtizedek szociális törvényhozásaiban, főleg a munkabérre, munkaidőre, a nők és gyermekek foglalkoztatására vonatkozólag. XIII. Leó korát egy negyedszázaddal megelőzve a társadalmi szervezkedésben jelölte meg egy szociálisabb gazdasági berendezkedés alapját.
Az enciklika a gyors iparosodás korszakában a munkások tragikus helyzetére hívta fel a figyelmet. Miközben terjedtek a marxizmus és a szociáldemokrácia, valamint a liberalizmus eszméi, illetve fokozódott a munkásság kizsákmányolása, a katolikus egyház egyes képviselői és mozgalmai (Ketteler mainzi püspök, Manning angol bíboros, Gibbons baltimore-i bíboros, a belga és svájci katolikus szociális mozgalom, szakszervezetek) új lendületet vettek a körlevél után. Magyarországon a Rómából hazatérő Prohászka Ottokár fordította le a Rerum novarumot és terjesztette XIII. Leó pápa szociális eszméit, bírálva a történelmi materializmust és a marxista ateizmust, a szociáldemokrácia keresztény-ellenességét, miként a magyar egyházi és világi feudalizmust.